# Palawani
Els palawani o palawanon, pinalawan, pala’wan i palawano, són un dels grups musulmans de Palawan a les Filipines. A l'illa viuen 87 grups culturals i ètnics diferents, molts d'origen malai com els tagbanua, batak, ken-uy o tau't batu ("poble de la roca", al sud de Palawan), calamian (a les illes Calamianes), jama-mapuns, molbog, tausug, i samal-bangigni, que van emigrar a l'illa al segle xii i XIII amb l'Imperi de Madjapahit. Les comunitats eren governades per caps malais que reconeixien la sobirania del sultà de Borneo encara al segle xviii. Alguns pobles ja vivien a Palawan abans de l'arribada dels malais, com els tau'to batu i especialment els panimusan, els suposats primers habitants, que viuen al sud de l'illa, i que van rebre l'islam des de Sulu.
El grup nadiu principal dels pinalawan o palawani que són uns vint mil, viuen a la part sud interior de Palawan i a les costes oest i sud; són sedentaris, caçadors, pescadors i pagesos i parlen un dialecte conegut com a sud palawano o bugsuk palawano.
La seva activitat principal és l'agricultura i cultiven cocos, sucre, platans i altres. Crien porcs i pollastres. Es dediquen només parcialment a la cacera i la pesca.